# Калифорнијски тиграсти даждевњак
Калифорнијски тиграсти даждевњак (лат. Ambystoma californiense) је водоземац из реда репатих водоземаца (Caudata) и породице Ambystomatidae. 

## Распрострањење
Ареал врсте је ограничен на једну државу. Држава Калифорнија у САД је једино познато природно станиште врсте.

## Станиште
Станишта врсте су травна вегетација, брдовити предели и слатководна подручја. Врста је по висини распрострањена до 1.054 метра надморске висине.

## Угроженост
Ова врста се сматра рањивом у погледу угрожености врсте од изумирања.